# Mezivrata
Der Mezivrata ist ein 713 Meter hoher Berg in der Vlašimská pahorkatina in Tschechien.
Er befindet sich zwei Kilometer südwestlich von Neustupov an der E 55/Staatsstraße 3 von Votice nach Miličín. Auf dem Mezivrata befindet sich ein 100 Meter hoher Sendeturm (freistehende Stahlfachwerkkonstruktion) zur Verbreitung von UKW/DAB-Hörfunk- und Fernsehprogrammen.

## Frequenzen und Programme

### Analoges Radio (UKW)
| Frequenz (in MHz) | Programm                     | RDS PS   | ERP (in kW) | Polarisation horizontal (H), vertikal (V) |
| ----------------- | ---------------------------- | -------- | ----------- | ----------------------------------------- |
| 93,1              | ČRo - Radiožurnál            | R-ZURNAL | 94          | H                                         |
| 95,0              | Rádio Blaník (Střední Čechy) | BLANIK   | 94          | H                                         |
| 97,7              | Kiss (jižní Čechy)           | KISS     | 50          | H                                         |
| 103,2             | ČRo Dvojka                   | R-DVOJKA | 94          | H                                         |
| 105,5             | Evropa 2                     | EVROPA 2 | 94          | H                                         |

Die früheren Frequenzen wie von Frekvence 1 wurden nach Benešov/Mariánovice umkoordiniert.

### Digitales Radio (DAB+)
Aktuell werden folgende Programme vertikal mit anderen Sendern gerichtet ausgestrahlt:
| Kanal (Block) | Multiplex           | Programme | ERP (kW) | Pol | Gleichwellennetz (SFN)                                                |
| ------------- | ------------------- | --- | -------- | --- | --------------------------------------------------------------------- |
| 10C           | Czech Digital Group | Cesky Impuls (48 kbps) Rádio Impuls (56 kbps) Country Radio (48 kbps) EVROPA 2 (72 kbps) Frekvence 1 (64 kbps) Radio Spin (32 kbps) Radio Kiss (48 kbps) RADIO BONTON (32 kbps) ROCKZONE (48 kbps) Radio 1 (48 kbps) Radio Beat (88 kbps) Signal Radio (40 kbps) SPI (16 kbps) Packet Data                                                                | 10       | V   | Kleť (České Budějovice), Jihlava (Javořice) (p.), Mezivrata (Benešov) |
| 12C           | CRo_DAB+            | ČRo-RADIOZURNAL (64 kbps) ČRo-RZ SPORT (48 kbps) ČRo-DVOJKA (64 kbps) ČRo-VLTAVA (80 kbps) ČRo-PLUS (48 kbps) ČRo-REGION (48 kbps) ČRo-PLZEN (48 kbps) ČRo-C.BUDEJOVICE (48 kbps) ČRo-LIBEREC (48 kbps) ČRo-PARDUBICE (48 kbps) ČRo-JUNIOR (48 kbps) ČRo-DDUR (80 kbps) ČRo-JAZZ (80 kbps) ČRo-DAB PRAHA (48 kbps) ČRo-RETRO (48 kbps) ČRo-WAVE (64 kbps) | 10       | V   |                                                                       |

Weitere regionale Programme im Block 8A im Ausbau.

### Digitales Fernsehen (DVB-T2)
Kanal 22 		h 	Pol T2-MUX-23 	 	 	32 	(kW)
Kanal 26 		h 	Pol T2-MUX-21 	        32 	(kW)
Kanal 40 		h 	Pol T2-MUX-22 	  	63  (kW)